# 柳月
株式會社柳月為設於日本北海道河東郡音更町的糖果糕點製造公司，現在在全日本設有42間直營店面。與母公司同樣設於十勝地區的六花亭同為帶廣市知名的糖果糕點製造公司。

## 年表
- 1947年：田村英也在帶廣市成立製造銷售冰棒的店面。
- 1953年：設立為公司。
- 2001年：總公司及工廠遷移至位於音更町的現址。

## 主要產品
- 三方六（日语：三方六）：1965年為紀念北海道開拓100周年所設計的年輪蛋糕，曾在1988年獲得Monde Selection的特別金獎。
- 百代餅
- 大雪山

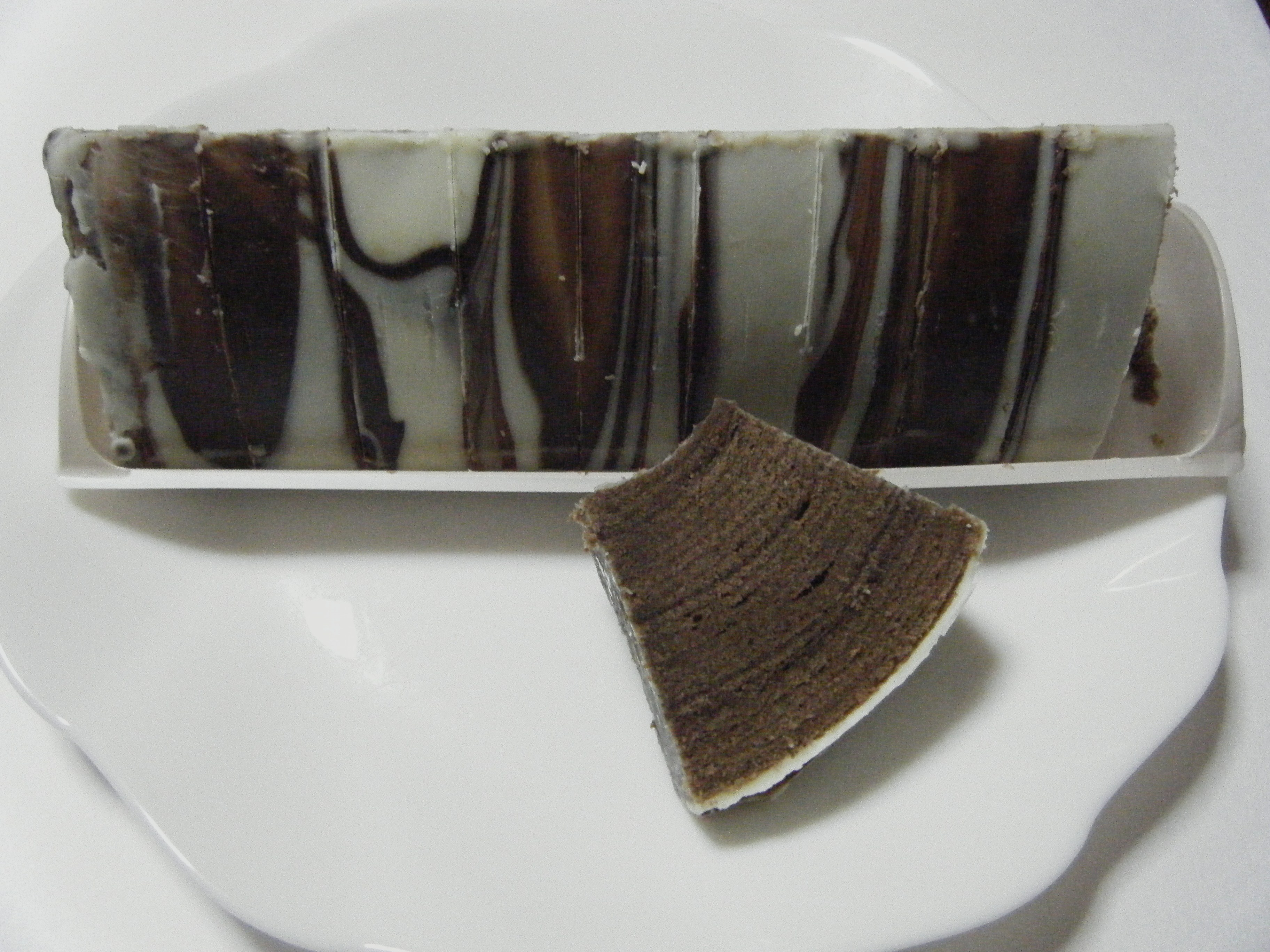
開拓三方六

## 外部連結
- （日語） 北之自然菓 - 柳月 （页面存档备份，存于）